# Édouard Phillips
Pour les articles homonymes, voir Phillips.
Édouard Phillips (21 mai 1821, Paris - 14 décembre 1889, château de Narmont (Pouligny-Saint-Martin)) est un ingénieur, mathématicien et mécanicien français. Il a déterminé les principes de fonctionnement des ressorts plats et montré leur intérêt pour les bogies de locomotive.

## Biographie
Fils de l'Anglais Thomas Phillips et de Louise-Félicité Clarmont (fille du banquier Jean-Charles Clarmont, propriétaire du château de Brévannes, et de Rosalie Favrin), Édouard Phillips naît le 21 mai 1821 à Paris et devient orphelin à l'âge de 16 ans. 
Admis au concours de l'École polytechnique en 1840, il sollicite alors la nationalité française. Il poursuit ses études à l'École des mines de Paris (1846), puis soutient une thèse de mécanique (1849). 
Après quelques années de service dans le corps des Mines, il entre en 1852 à la Compagnie des chemins de fer de l'Ouest comme ingénieur du matériel roulant, et poursuit sa carrière à la Compagnie du chemin de fer Grand-Central de France en qualité d'ingénieur en chef du matériel et de la voie : c'est dans ces fonctions qu'il développe une théorie originale de la flexion des ressorts plats. Il montre que, bien que ces ressorts soient composés de plusieurs lames d'aciers frottant les unes contre les autres, il est possible de rendre la variation de courbure continue à mesure qu'on augmente le couple de flexion, en biseautant l'extrémité des lames. Il détermine également la pression entre les lames, d'où il déduit le frottement et l'amortissement des vibrations dans ces ressorts.
Phillips étudie également les effets dynamiques liés au transit d'une locomotive sur un pont métallique, et donne une théorie approchée du phénomène. Il est l'un des premiers à utiliser la force centrifuge pour contrôler l'accélération à laquelle il soumet des structures en modèle réduit,,. Il analyse les vibrations longitudinales et transversales des rayons d'une roue de locomotive, et celles d'un fil d'acier dont une extrémité est solidaire de la fourche d'un diapason : sa méthode sera reprise par Saint-Venant dans les notes accompagnant la traduction du traité d'élasticité de Clebsch.
Phillips est ensuite professeur de mécanique à l'École centrale des arts et manufactures (1864-1875) et à l'École polytechnique où il succède à Edmond Bour dans la chaire de mécanique (1866-1879). Dans cette dernière partie de sa carrière, Phillips s'intéresse à la stabilité des oscillations du ressort spiral d'un chronomètre, et quantifie l'effet des frottements et des variations de température,. Ses travaux seront poursuivis par Caspari et Jules Haag.
Il est élu à l'Académie des sciences au troisième tour comme successeur de Léon Foucault en 1868. 
Il est promu inspecteur général des mines le 16 novembre 1882.
Il meurt le 14 décembre 1889, à l'âge de 68 ans, au château de Narmont (Pouligny-Saint-Martin). 
Il maria sa fille Marie-Laure avec Gervais Auguste Jules Houel (1844-1899), fils de Jules-César Houel.

## Publications
- Sur les changements instantanés de vitesse qui ont lieu dans un système de points matériels (1849)
- Mémoire sur les ressorts en acier employés dans le matériel des chemins de fer (1852)
- Manuel pratique pour l'étude et le calcul des ressorts en acier employés dans le matériel des chemins de fer (1852)
- Titres scientifiques (1852)
- Théorie de la coulisse servant à produire la détente variable dans les machines à vapeur et particulièrement dans les machines locomotives (1853)
- Du principe de la moindre action et du principe de d'Alembert dans les mouvements relatifs (1857)
- Mémoire sur le spiral réglant des chronomètres et des montres (1861)
- Mémoire sur le spiral réglant des chronomètres et des montres (1864)
- Exposé de la situation de la mécanique appliquée (1867)
- Rapport sur une communication de M. Vallès, faite le 21 décembre 1868, sous ce titre : Expériences faites à l'écluse de l'Aubois, pour déterminer l'effet utile de l'appareil à l'aide duquel M. de Caligny diminue dans une proportion considérable la consommation d'eau dans les canaux de navigation (1868)
- Titres scientifiques (1868)
- Résumé du cours de mécanique professé à l'École polytechnique : 1868-69 (1869)
- Mécanique appliquée : rappel et complément des notions de mécanique générale (1869)
- Cours de mécanique, professé à l'École impériale polytechnique : 1ère Division. 1869-1870 (1870)
- Sur un mémoire de M. Félix Lucas, portant le titre : Théorèmes généraux sur l'équilibre et le mouvement des systèmes matériels (1872)
- Rapport sur un mémoire de M. Boussinesq, présenté le 28 octobre 1872 et intitulé "Essai sur la théorie des eaux courantes" (1873)
- Cours d'hydraulique et d'hydrostatique professé à l'École centrale (1875)
- Résumé du cours de mécanique professé à l'École polytechnique (1877)
- Rapport sur un mémoire de M. Graeff relatif à une série d'expériences faites au réservoir du Furens sur l'écoulement des eaux (1881)
- Funérailles de M. Bresse,... le jeudi 24 mai 1883 (1883)
- Funérailles de M. [Eugène] Rolland,... le mardi 7 avril 1885 (1885)
- Archives et manuscrits liés dans Calames Calames (1885)
- Exposé de la situation de la mécanique appliquée ; publication faite sous les auspices de Ministère de l'instruction publique
- Sur les changements instantanés de vitesse qui ont lieu dans un système de points matériels

## Sources
- Charles de Franqueville, Le Premier Siècle de l'Institut de France, t. I, Paris, Rothschild, 1895, n°761